# Escalos de Cima
Escalos de Cima ist ein Ort und eine ehemalige Gemeinde (Freguesia) im portugiesischen Kreis Castelo Branco. Die Gemeinde hatte 941 Einwohner (Stand 30. Juni 2011).
Am 29. September 2013 wurden die Gemeinden Escalos de Cima und Lousa zur neuen Gemeinde União das Freguesias de Escalos de Cima e Lousa zusammengeschlossen. Escalos de Cima ist Sitz dieser neu gebildeten Gemeinde.